# Alkalische hydrolyse (uitvaart)
Alkalische hydrolyse, vaak resomatie genoemd, is een vorm van lijkbezorging (lichaamsverwerking na een overlijden) waarbij stoffelijke resten van mens of dier onder druk met behulp van kaliumhydroxide worden opgelost in heet water. Andere benamingen zijn aquamatie, watercrematie of biocrematie.

## Alternatieve lijkbezorging
De Britse onderneming 'Resomation Limited' is de drijvende kracht achter het toepassen van deze alkalische hydrolyse als alternatieve vorm van lijkbezorging. Het bedrijf heeft patent op het proces en bezit het internationale handelsmerk op het woord “Resomator”, voor het door de Schotse uitvinder Sandy Sullivan ontwikkelde apparaat waarin de hydrolyse plaatsvindt.

### Het proces
Anders dan bij begraven of cremeren, waarbij gewoonlijk een kist wordt gebruikt, wordt voor de alkalische hydrolyse het lichaam geplaatst in een speciale wollen kist die compatibel is met het proces. Deze kist kan zelfs in een traditionele houten grafkist passen. Het is ook mogelijk om het lichaam te kleden met materialen die goed hydrolyseren, zoals zijde of wol, of het naakt te laten.
Het lichaam wordt ontbonden in een waterige oplossing van loog, meestal kaliumhydroxide, bij temperaturen tussen de 100 en 180 graden Celsius en onder verhoogde druk om koken te voorkomen en optimale reactie van de chemicaliën te garanderen. De hoeveelheden water en loog zijn afgestemd op het lichaamsgewicht, wat wordt bepaald door sensoren. Het volledige proces van resomeren duurt ongeveer 8 tot 12 uur, waarbij het grootste deel van de tijd wordt besteed aan het oplossen van het lichaam, en een kleiner deel aan het verwerken van de overblijfselen, zoals het drogen en vermalen van de botten tot een witkleurig poeder. Dit lijkt op het verzepen van vetten. Na voltooiing van het proces blijven een steriele, waterachtige vloeistof en de botten van de overledene over. De vloeistof, die geen DNA bevat, wordt na neutralisatie gezuiverd in een waterzuiveringsinstallatie en kan worden teruggevoerd naar de natuurlijke watercyclus.
De overgebleven poreuze botten worden gedroogd en zijn zo teer dat ze gemakkelijk vermalen kunnen worden tot een witkleurig poeder, vergelijkbaar met de asresten na een crematie. Niet-oplosbare componenten zoals titanium protheses, gouden tandvullingen, en pacemakers worden gescheiden en geïsoleerd. 

### Milieuaspecten
In 2011 is in opdracht van een uitvaartondernemer door TNO een levenscyclusanalyse uitgevoerd van de verschillende vormen van lijkbezorging. Hierin wordt geconcludeerd dat alkalische hydrolyse duurzamer, milieuvriendelijker, ruimtebesparender en mogelijk voordeliger is dan begraven of cremeren. De milieubelasting is volgens het rapport zelfs nul. Dit komt onder andere doordat de kosten van de milieubelasting worden gecompenseerd door het recyclen van metalen. Dit bespaart de milieukosten van de winning van nieuwe metalen. Verder kan de kist die wordt gebruikt bij de uitvaartceremonie ongeveer 50 keer worden hergebruikt.
Bij de milieubelasting zijn niet meegerekend de voorbereidingen zoals het afleggen van het lichaam (inclusief gekoeld opbaren), het versturen van rouwberichten en de afscheidsceremonie. Uit hetzelfde onderzoek van TNO blijkt dat de milieubelasting van deze voorfase veel groter is dan die van de uitvaarttechniek (begraven, cremeren of alkalische hydrolyse) zelf.
Met alkalische hydrolyse worden onder andere in de Verenigde Staten en Canada proefprojecten uitgevoerd.

## Kaliumhydroxide
Kaliumhydroxide, de stof die gebruikt wordt bij de alkalische hydrolyse, belast het milieu doordat de stof volgens een industrieel proces wordt geproduceerd uit kaliumchloride. Dit proces verbruikt energie. Of de energie die verbruikt wordt bij de productie van kaliumhydroxide meegewogen is in de vergelijkingen tussen begraven, cremeren en alkalische hydrolyse is niet duidelijk. TNO schat in het rapport dat de impact ervan vele malen lager ligt dan die van een kist, de katoenen voering van de kist (bij begraven en cremeren) en van een steen (begraven) of urn (cremeren).
Kaliumhydroxide is een corrosieve stof die schade toe kan brengen aan het waterleven wanneer het in grote hoeveelheden geloosd wordt. Echter, het kan op eenvoudige wijze omgezet worden in een onschadelijk kaliumzout door na afloop van de hydrolyse de vloeistof te neutraliseren met een zuur en vormt dan geen gevaar voor het milieu. De vloeistof mag via het riool afgevoerd worden wanneer de pH-waarde onder de tien is.

## Toepassing in diverse landen
De alkalische hydrolyse van lijken is wettelijk toegestaan in een aantal Canadese, Mexicaanse, Amerikaanse en Australische deelstaten en Zuid-Afrika. In 2023 werd de methode voor het eerst gebruikt in Ierland, dit was ook de eerste keer in Europa.
In het Verenigd Koninkrijk is het wettelijk toegestaan, maar werden er nog geen uitvaarten gehouden. In Schotland loopt een publieksbevraging over het toelaten van deze methode.
In veel landen zal het pas toegestaan worden na een wetswijziging.

### Nederland
Op 28 juni 2018 was er een meerderheid in de Tweede Kamer voor het wetsvoorstel om alkalische hydrolyse in te voeren als uitvaartvorm, naast de bestaande vormen van begraven, cremeren en donatie aan de wetenschap.
Volgens het advies van de Gezondheidsraad in mei 2020 voldoet het uitvaartproces aan de eisen voor veiligheid, waardigheid en duurzaamheid. Op basis van dit advies kan de Tweede Kamer beslissen over opname in de Wet op de lijkbezorging.
Op 17 november 2020 maakte minister Kajsa Ollongren (Binnenlandse Zaken) bekend, dat het kabinet resomeren wettelijk mogelijk gaat maken naast begraven en cremeren. Het conceptwetsvoorstel Wet bestemming lichamen van overledenen is in oktober 2024 in consultatie gebracht. Het betreft geen wetswijziging, maar een vervanging van de Wet op de lijkbezorging.

### België

#### Vlaanderen
In november 2021 kreeg Vlaams minister van Binnenlands Bestuur Bart Somers groen licht in een advies van het Raadgevend Comité voor Bio-ethiek. De Vlaamse wetgeving zal gewijzigd worden in de loop van 2022 of begin 2023 om resomeren toe te staan in Vlaanderen.

## Varia
Alkalische hydrolyse wordt ook toegepast bij de verwerking van kadavers van dieren die bij onderzoek naar ziektes zijn gebruikt. Prionen worden volledig vernietigd.